# 대구종로초등학교
대구종로초등학교(大邱鐘路初等學校)는 대한민국 대구광역시 중구에 있는 공립 초등학교이다.

## 학교 연혁
- 1900.11.11 남성동 제일교회에서 개교(남: 대남학교, 여: 신명여자소학교)
- 1914.05.10 교명변경(남: 희원학교, 여: 순도학교)
- 1922.01.11 교사 신축 준공 및 이전
- 1926.04.01 희도사립보통학교 통합(남,여)
- 1946.03.31 공립으로 개편(희도공립국민학교)
- 1954.10.09 교사 이전(현위치)
- 1955.03.28 교명변경(대구종로국민학교)
- 1987.08.24 교실 개축 완성(36교실)
- 1995.03.01 병설유치원 1학급 개원
- 1996.03.01 교명 변경(대구종로초등학교)
- 2000.06.27 특별활동 시범학교 운영 공개
- 2004.02.20 과학실 현대화
- 2007.02.15 제100회 졸업 (조재형 외 다수 졸업)
- 2008.03.01 대구광역시교육청지정 방과후시범학교 운영(~ 2009.2.28.)
- 2008.11.07 방과후학교 시범학교 운영 공개
- 2008.11.21 보건실 현대화
- 2008.12.10 종로 글마루 도서관 개관
- 2009.05.29 영어체험실 개관
- 2010.02.11 제103회 졸업 42명
- 2010.03.01 9학급 편성(특수학급 1학급)
- 2011.03.01 8학급 편성(특수학급 1학급)
- 2012.02.16 제105회 졸업 40명(총 18,473명)
- 2012.03.01 7학급 편성(특수학급 1학급)
- 2012.12.10 학교특색경영 우수교 선정(매일 만나는 영어로 자신감 UP, 실력 UP)
- 2012.12.10 2012 국가수준학업성취도 평가 결과 우수학교 선정
- 2013.02.15 제106회 졸업 21명(총 18,494명)
- 2013.02.28 급식실 개축공사 및 정구장 개보수
- 2013.03.01 7학급 편성(특수학급 1학급 포함)
- 2013.03.29 학교숲가꾸기 완성(중구청 주관)
- 2013.04.08 대구광역시교육청지정 행복학교지정(영어, 스포츠 중심)
- 2014.02.14 제107회 졸업 24명(총 18,517명)
- 2014.03.01 8학급 편성(특수학급 1학급 포함)
- 2014.03.06 대구광역시교육청 지정 2차년도 행복학교 운영
- 2015.02.13 제108회 졸업식(18,537명)
- 2015.03.01 8학급 편성(특수학급 1학급 포함)

## 참고 자료
- 대구종로초등학교 - 한국교육학술정보원 학교알리미